# علاج الركبة باستبدال الغضروف
يتميز غضروف المفصل، وخاصة الذي يوجد في مفصل الركبة، باحتكاك منخفض جدًا عمومًا ومقاومة عالية للتآكل وصفات تجددية سيئة. يكون الغضروف مسؤولًا إلى حد كبير عن ميزات مفصل الركبة المتمثلة بمقاومة الضغط وتحمل الأحمال، ويكون المشي دونه مؤلمًا أو مستحيلًا. يُعد الفصال العظمي (التهاب المفصل التنكسي) حالة شائعة يتخرّب فيها الغضروف يمكن أن تؤدي إلى الحد من نطاق الحركة وتلف العظام والألم. وبسبب الإجهاد الشديد والتعب المزمن، يحدث الفصال العظمي مسببًا تآكل السطح المفصلي، ويمكن أن تنكشف العظام في المفصل في الحالات الشديدة. تتضمن بعض الأمثلة الأخرى لآليات فشل الغضروف تفكك روابط المطرق الخلوي وتثبيط تخليق بروتين الخلايا الغضروفية وموت الخلايا الغضروفية المبرمج. يوجد الكثير من خيارات الإصلاح المختلفة المتاحة لعلاج تلف الغضروف.
يُعرف «ماسي» أو الخلايا الغضروفية الذاتية المستزرعة على غشاء كولاجين الخنزير، على أنه علاج لتصحيح عيوب الغضروف في الركبة. وافقت إدارة الغذاء والدواء على هذا العلاج في 2016 للاستخدام لدى البالغين فقط.

## تكوّن الغضروف الذاتي المُستحَث بالمطرق
يُعد تكون الغضروف الذاتي المستحث بالمطرق خيارًا علاجيًا بيولوجيًا يستخدم تقنية تحفيز نخاع العظم مع استخدام غشاء كولاجين في حالة تلف غضروف المفصل. يعتمد على جراحة الكسر الشعري مع تطبيق غشاء ثنائي الطبقة من الكولاجين من النوع الأول أو الثالث.
طُورت هذه التقنية لتحسين بعض أوجه القصور في جراحة الكسور الشعرية مثل حجم غضروف الإصلاح المتغير وتراجع الأداء مع الوقت. يحمي غشاء الكولاجين الخلايا الجذعية الميزنشيمية التي تُطلق من خلال الكسر الشعري ويجعلها مستقرة ويعزز تمايزها الغضروفي.
تُعتبر جراحة تكون الغضروف الذاتي المستحث بالمطرق إجراء مكونًا من مرحلة واحدة. توجد طريقتان للوصول إلى المفصل من أجل إجراء هذه الجراحة بعد تقييم تلف الغضروف. تتمثل الأولى بإجراء شق صغير في المفصل، والثانية بإجراء تنظير المفصل.

## زرع الخلايا الغضروفية الذاتية
يُعد غضروف جسم الإنسان المادة الأفضل لتبطين مفصل الركبة. يدفع هذا الأمر الجهود نحو تطوير طرق لاستخدام خلايا الشخص نفسه لإنماء أنسجة غضروفية، أو إعادة إنمائها، كي تحل محل الغضروف المفقود أو التالف. تُسمى إحدى تقنيات الاستبدال القائمة على الخلايا زرع الخلايا الغضروفية الذاتية.
نُشرت مراجعة لتقييم زرع الخلايا الغضروفية الذاتية في 2010. تنص استنتاجاتها على أن استخدامه فعال في علاج عيوب الغضروف كاملة السماكة. لا تشير الأدلة إلى تفوقه على العلاجات الأخرى.
يُستَطَب واحد من علاجات زرع الخلايا الغضروفية الذاتية، المسمى زرع الخلايا الغضروفية الذاتية على مطرق كولاجين الخنزير، المستخدم لدى الأصحاء الذين تتراوح أعمارهم بين 18 و55 الذين يعانون من تلف متوسط إلى كبير في الغضروف. لا يمكن استخدامه لدى مرضى الفصال العظمي. تُؤخذ خلايا المريض الغضروفية بالمنظار من منطقة غير حاملة للوزن إما من الشق بين اللقمتين أو العرف العلوي للقمات الفخذية الإنسية أو الوحشية. تُحصد 10,000 خلية وتُزرع في المختبر لمدة ستة أسابيع تقريبًا حتى يصل عدد الخلايا إلى 10-12 مليون خلية. ثم تُزرع هذه الخلايا على رقاقة تُزرع بدورها في منطقة تلف الغضروف وتستقبلها أنسجة المريض. تنقسم بعدها الخلايا الغضروفية المزروعة وتندمج مع الأنسجة المحيطة ويُحتمل أن تولد غضروفًا شبيهًا بالغضروف الزجاجي.
تستخدم تقنية أخرى من تقنيات زرع الخلايا الغضروفية الذاتية، تُجرى باستخدام «الصفائح الغضروفية»، الخلايا الغضروفية فقط ولا تستخدم مادة المطرق. تنمو الخلايا في مطرق شبه كروي ذاتي التنظيم وتُزرع عن طريق الحقن السائل أو إدخال مطرق نسيجي.